# ジョシュア (ファッションモデル)
ジョシュア（JOSHUA、別名: ジョシュア・新村、じょしゅあ にいむら、1982年12月31日 - 2008年5月20日）は、日本の男性ファッションモデルである。タレント・土屋アンナとの結婚で著名となった。

## 人物
プラズマを研究する科学者である日本人の父親とブラジル人の母親を持ち、アメリカ合衆国に生まれる。いわゆる日本人のハーフとしてアメリカで育った後、東京・原宿のカフェでアルバイトしていたところをスカウトされてモデル活動を始めた。実姉はフリーディア（旧芸名・こずえ鈴）。ファッション雑誌『Smart』などにモデルとして出演したほか、後年にはジュエリーデザイナーやファッションデザイナーとしても活動した。
2004年（平成16年）6月、モデル仲間を通じて知り合った土屋アンナと結婚。同年11月、男児が誕生したものの、2006年（平成18年）7月4日に離婚。
2008年（平成20年）5月20日午前2時、東京都内で死亡したことが約1週間後の同24日に報じられた。通夜や告別式は近親者のみで行われ、同26日に所属事務所から死因が心不全であると発表された。
所属事務所は当初、モデリングオフィスAMAであったが、土屋との離婚後、姉・フリーディアと同じKDNエージェンシーに移籍していた。

## 主な出演

### テレビ
- STAND!（スペースシャワーTV司会）

### 映画
- 自殺サークル（2002年）

### その他
- Crystal Kay　Girl U Love（PVに出演）